# Otho Robichaud
Pour les articles homonymes, voir Robichaud.
Otho Robichaud (né le 29 avril 1742 à Annapolis Royal, mort le 19 décembre 1824 à Néguac), était un marchand canadien.

## Biographie

### Jeunesse
Otho Robichaud nait le 29 avril 1742 à Annapolis Royal, en Nouvelle-Écosse. Il est le fils du marchand Louis Robichaud et de Jeanne Bourgeois.
Son père a de bonnes relations avec les autorités de la Nouvelle-Écosse mais la famille est tout de même victime de la Déportation des Acadiens, en 1755 ; ils ont toutefois le luxe de choisir leur destination, qui est le Massachusetts. Ils vivent d'abord à Boston et ensuite à Cambridge, où Otho fréquente une école anglophone ; sa famille entretient des liens avec la famille Vassal et avec Edward Winslow.
Les Robichaud, supportant les Loyalistes, se déplacent à Québec lors du déclenchement de la révolution américaine en 1775 ; Otho y fait la rencontre d'Acadiens de la rivière Miramichi, qui l'incitent probablement à venir s'y établir. 

### Entrepreneur à Néguac
Le 28 mai 1781, il achète la propriété du marchand Pierre Loubert, à Néguac. Il devient fermier et se lance dans les affaires, notamment la vente au détail, le commerce du bois et l'exportation ; il fait affaire avec James Fraser, Francis Peabody, Richard Simonds et Charles Robin, dont il est probablement le représentant. Il acquiert aussi plusieurs propriétés dans la région grâce à des concessions du gouvernement de Fredericton, dont l'une de 500 acres dans la région de Baie du Vin pour y construire un moulin à bois. 
Otho Robichaud entretient une correspondance avec sa sœur Vénérande, résidant à Québec ; cette dernière participe aussi à ses activités commerciales.
Il épouse Marie-Louise Thibodeau, de Baie-du-Vin, le 18 août 1789, devant l'abbé Antoine Girouard ; le couple a 8 filles et 4 garçons. Ce mariage semble causer des problèmes avec sa famille même s'il garde de bonnes relations avec ses sœurs.
En 1788 il se joint, à la demande de James Fraser, à un groupe demandant la création d'un palais de justice dans le comté de Northumberland ; il est nommé juge de paix en 1794, probablement à la recommandation de Winslow. Il occupe aussi les fonctions de responsable des pauvres, de commissaire scolaire, de cotiseur municipal et de commissaire de la voirie. Il s'implique aussi dans la milice et obtient le grade de capitaine en 1799.
Il est marguillier et, selon la tradition, il célèbre aussi des messes blanches, c'est-à-dire sans prêtre.
Il meurt le 19 décembre 1824 à Néguac.

## Héritage
Sa maison est désormais un lieu historique provincial, sous le nom de maison Otho-Robichaud. Otho Robichaud est mentionné dans le recueil de poésie La terre tressée, de Claude Le Bouthillier.